# Solenopsis belisarius
Solenopsis belisarius är en myrart som beskrevs av Auguste-Henri Forel 1907. Solenopsis belisarius ingår i släktet eldmyror, och familjen myror. Inga underarter finns listade i Catalogue of Life.

## Bildgalleri

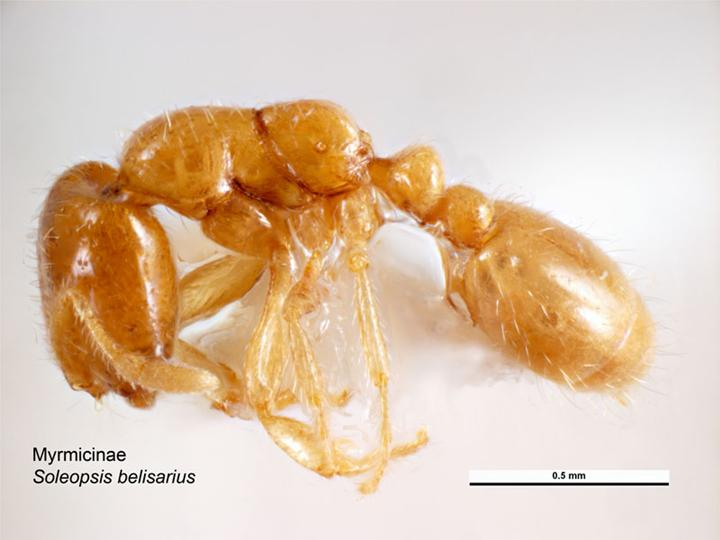